# Invasion! (Universo Arrow)
"Invasion!" (em português:  Invasão!) é o terceiro evento crossover anual do Universo Arrow, que cruza episódios das séries de televisão do Universo Arrow, The Flash, Arrow e Legends of Tomorrow, na emissora The CW. É inspirado na minissérie de quadrinhos "Invasão!", publicada em 1989 pela DC Comics. Os eventos no final do episódio "Medusa" de Supergirl, em 28 de novembro de 2016, marcam o início do crossover, que se inicia oficialmente em The Flash em 29 de novembro, continua em Arrow em 30 de novembro, e se concluí em Legends of Tomorrow 1 de dezembro. Cada um dos últimos três episódios também são intitulados "Invasion!". Em "Invasion!", Barry Allen recruta Kara Danvers / Supergirl da Terra-38 para a Terra-1 para ajudar seu time, Oliver Queen e sua equipe, e as Lendas a derrotarem a raça alienígena conhecida como "Dominadores".
O desenvolvimento de um crossover entre as três séries, juntamente com Supergirl, começou em maio de 2016, depois que foi revelado que Supergirl se mudaria da emissora americana CBS para a The CW para sua segunda temporada. Em setembro de 2016, os roteiros de cada episódio foram escritos, com as filmagens começando pouco depois, em outubro de 2016. A sinopse e os títulos dos episódios também foram revelados em setembro. No crossover, todos os atores regulares do elenco de cada série aparecem, pelo menos, em sua própria série, com Melissa Benoist aparecendo como Supergirl em todo o crossover. Vários atores e personagens das temporadas anteriores de Arrow também retornaram para reprisar seus papéis no episódio crossover de Arrow, pois esse também é o episódio 100 da série.
Os três episódios receberam críticas positivas, com os críticos elogiando a interação entre os atores de cada série e as histórias de cada temporada como parte do crossover. O enredo dos Dominadores foi considerado o elo mais fraco, com os críticos achando as motivações da raça alienígena pouco claras. As classificações para os episódios foram altas, com cada um batendo um recorde de audiência e contribuindo para a semana mais assistida na CW em seis anos. Um quarto crossover, "Crisis on Earth-X", ocorreu no ano seguinte.

## Sinopse
Quando a raça alienígena conhecida como "Dominadores" ataca Central City, Barry Allen procura a ajuda de Oliver Queen para detê-los. Eles rapidamente percebem que a ameaça é maior do que podem lidar, e decidem chamar as Lendas, também recrutando Kara Danvers em sua Terra. Com todos os heróis reunidos, um plano é feito para derrotar os Dominadores, mas acabam se distraindo quando um segredo relacionado ao "Ponto de Ignição" é revelado, forçando o time a duvidar sobre quem eles podem confiar. Com a ajuda dos outros, Martin Stein finalmente descobre uma maneira de derrotar os Dominadores. Além disso, Oliver acorda em uma vida onde ele nunca esteve preso em uma ilha, em que seus pais, Robert e Moira, estão vivos, e Laurel Lance é sua noiva. No entanto, Oliver começa a perceber imperfeições nesta nova realidade, o que o faz questioná-la. Enquanto isso, Martin Stein se distrai com uma aberração que criou em 1987.

## Enredo
Barry Allen investiga um acidente de meteoros fora de Central City, que é uma nave espacial da qual alienígenas emergem. Lyla Michaels conta à equipe que os Dominadores haviam desembarcado nos anos 50, mas que partiram misteriosamente. Barry reúne os membros originais do time Arqueiro, Thea Queen, as Lendas e Kara Danvers, a Supergirl da Terra-38. A equipe começa a treinar nos Laboratórios S.T.A.R., contra a Supergirl para se preparar para os alienígenas. Kara tenta ganhar a confiança de Oliver Queen. Cisco Ramon encontra e revela uma mensagem do futuro de Barry enviou a Rip Hunter, que expõe a manipulação de Barry na linha do tempo e seu efeito sobre outros membros da equipe. Como resultado, apenas Oliver, Kara, Felicity Smoak, Martin Stein, Jefferson "Jax" Jackson e Caitlin Snow ainda confiam em Barry.
Depois que os Dominadores sequestram o Presidente dos Estados Unidos, a equipe vai resgatá-lo; no entanto, Barry fica para trás, já que a maioria desconfia dele com Oliver ficando para apoiá-lo. Kara lidera o time, mas os Dominadores matam o Presidente e ativam um dispositivo para controlar o grupo. Os heróis controlados retornam e atacam os Laboratórios S.T.A.R., onde Barry e Oliver os confrontam. Enquanto Oliver os segura, Barry atrai Kara para o dispositivo e a manipula para destruí-lo, libertando todos do controle dos Dominadores. Quando o time se reagrupa, Ray Palmer diz a Barry que todo mundo o perdoa e confia nele. Sara Lance, Ray, John Diggle, Thea, e Oliver são então sequestrados pelos Dominadores.
Eles são mantidos em casulos na nave dos Dominadores, cada um inconsciente, exceto por uma alucinação compartilhada da realidade simulada. Na alucinação, Oliver está morando no Queen Manor, e nunca entrou no Queen's Gambit, e está prestes a se casar com Laurel Lance. Seus pais estão vivos, e Diggle está atuando como vigilante, em vez de Oliver. Os cativos começam a ver lampejos de suas vidas reais e percebem o que os Dominadores fizeram com eles. Sua tentativa de fuga é bloqueada pela personificação de seus inimigos: Malcolm Merlyn, Exterminador e dois de seus soldados (que mataram a noiva de Ray, Anna Loring), e Damien Darhk com dois de seus soldados. Os adversários são derrotados e os cinco acordam na nave dos Dominadores e conseguem escapar em outra nave. Felicity, Curtis Holt e Cisco tentam invadir o mainframe dos Dominadores. Ajudados por Barry e Kara, eles recuperam um dispositivo para localizar os membros sequestrados, que são resgatados por Nate Heywood na nave do tempo, Waverider. A bordo da Waverider, Ray deduz que os Dominadores estavam coletando informações sobre os meta-humanos, usando a alucinação como uma distração, para ajudá-los a construir uma "arma" especial. Enquanto isso, a nave mãe dos Dominadores se dirige para a Terra.
Nate diz que a primeira invasão dos Dominatores ocorreu em 1951 em Redmond, Oregon. Ele vai para lá com os seu companheiros Mick Rory e Amaya Jiwe e Felicity e Cisco para sequestrar um Dominador para obter informações. Embora tenham sucesso, as três lendas e o alienígena são feitos de prisioneiros pela N.S.A.. As lendas aprendem com o Dominador que os alienígenas chegaram para avaliar a ameaça da humanidade, agora que os meta-humanos apareceram e formaram a Sociedade da Justiça da América. Felicity e Cisco resgatam as lendas e também libertam o Dominador, alterando descuidadamente a história. Em 2016, em Central City, a equipe descobre que os Dominadores sabem sobre a manipulação da linha do tempo por Barry, e o consideram uma ameaça e estão exigindo sua rendição em troca da paz. Após o retorno das Lendas, a equipe descobre que a arma dos Dominadores é uma bomba que matará todos os meta-humanos da Terra, com milhões de baixas humanas como efeitos colaterais. As equipes convencem Barry a não se render e ele e Cisco se reconciliam. A equipe consegue destruir a bomba e forçar os Dominadores a recuar com uma dor causado por uma nano-arma. Enquanto os heróis comemoram sua vitória, Oliver oferece a Kara sua amizade; Cisco fornece a ela um dispositivo que lhe permitirá viajar interdimensionalmente e se comunicar entre a Terra-1 e a Terra-38. Martin convence Jax a não dizer aos outros sobre a existência de sua filha Lily que é o resultado de um paradoxo temporal que ele inadvertidamente causou quando as lendas foram para 1987.

## Elenco e personagens

### Principal e recorrente
| Ator                      | Personagem                             | Episódio     | Episódio      | Episódio            |
| Ator                      | Personagem                             | The Flash    | Arrow         | Legends of Tomorrow |
| ------------------------- | -------------------------------------- | ------------ | ------------- | ------------------- |
| Grant Gustin              | Barry Allen / Flash[a]                 | Regular      | Participação  | Participação        |
| Candice Patton            | Iris West                              | Regular      |               |                     |
| Danielle Panabaker        | Caitlin Snow                           | Regular      |               | Participação        |
| Carlos Valdes             | Cisco Ramon / Vibro[a]                 | Regular      | Participação  | Participação        |
| Keiynan Lonsdale          | Wally West / Kid Flash                 | Regular      |               |                     |
| Tom Cavanagh              | Harrison "H.R." Wells                  | Regular      |               |                     |
| Jesse L. Martin           | Joe West                               | Regular      |               |                     |
| Stephen Amell             | Oliver Queen / Arqueiro Verde          | Participação | Regular       | Participação        |
| Franz Drameh              | Jefferson Jackson / Nuclear            | Participação |               | Regular             |
| Victor Garber             | Martin Stein / Nuclear                 | Participação |               | Regular             |
| Willa Holland             | Thea Queen / Speedy                    | Participação | Regular       |                     |
| Caity Lotz                | Sara Lance / Canário Branco            | Participação | Participação  | Regular             |
| Dominic Purcell           | Mick Rory / Onda Térmica               | Participação |               | Regular             |
| David Ramsey              | John Diggle / Espartano                | Participação | Regular       | Participação        |
| Emily Bett Rickards       | Felicity Smoak / Observadora           | Participação | Regular       | Participação        |
| Brandon Routh             | Ray Palmer / Átomo                     | Participação | Participação  | Regular             |
| Melissa Benoist           | Kara Zor-El / Kara Danvers / Supergirl | Participação | Participação  | Participação        |
| Christina Brucato         | Lily Stein                             | Participação |               | Participação        |
| Donnelly Rhodes           | "Óculos"                               | Participação |               | Participação        |
| Echo Kellum               | Curtis Holt / Senhor Incrível          |              | Regular       |                     |
| Josh Segarra              | Adrian Chase                           | Participação | Regular[b]    |                     |
| Paul Blackthorne          | Quentin Lance                          |              | Regular       |                     |
| Nick Zano                 | Nathan Heywood / Cidadão Gládio        |              | Participação  | Regular             |
| Amy Pemberton             | Gideon                                 |              | Co-estrelando | Regular             |
| Maisie Richardson-Sellers | Amaya Jiwe / Vixen                     |              |               | Regular             |

↑a  Barry e Cisco aparecem no final do episódio "Medusa" de Supergirl, para recrutar Supergirl.
↑b  Apesar de ser creditado, Josh Segarra não aparece.

### Participação
| - Audrey Marie Anderson como Lyla Michaels - Jerry Wasserman como o Presidente dos Estados Unidos | - John Barrowman como Malcolm Merlyn / Arqueiro Negro - Neal McDonough como Damien Darhk - Katie Cassidy como Laurel Lance - Susanna Thompson como Moira Queen - Rick Gonzalez como Rene Ramirez / Cão Raivoso - Joe Dinicol como Rory Regan / Retalho - Jamey Sheridan como Robert Queen - Erica Luttrell como Laura Washington - Exterminador - Colin Donnell como Tommy Merlyn[a] - Colton Haynes como Roy Harper[a] | - Lucia Walters como a Presidente Susan Brayden |

↑a  Colin Donnell e Colton Haynes aparecem através de hologramas.

## Produção

### Desenvolvimento
Os crossovers anuais no Universo Arrow ocorrem na emissora The CW desde a temporada televisiva de 2013–2014, quando Barry Allen foi introduzido no oitavo episódio da segunda temporada de Arrow, antes da estreia de The Flash. No ano seguinte, os oitavos episódios da terceira temporada de Arrow e da primeira temporada de The Flash formaram um crossover de duas partes, conhecido como "Flash vs. Arrow". Na temporada televisiva de 2015–2016, um crossover de duas partes entre os oitavos episódios da quarta temporada de Arrow e da segunda temporada de The Flash foi usado para configurar uma nova série de super-heróis, Legends of Tomorrow. Em janeiro de 2015, o presidente da The CW, Mark Pedowitz, declarou a intenção de fazer um crossover no Universo Arrow em cada temporada.
Em maio de 2015, depois de anunciar que Supergirl lançaria sua segunda temporada na The CW em vez da CBS, Mark Pedowitz revelou que as quatro séries de super-herói da emissora – Arrow, The Flash, Legends of Tomorrow e Supergirl – fariam um crossover na temporada televisiva de 2016–2017. Em setembro de 2016, Greg Berlanti, criador e produtor executivo de todas as quatro séries, esclareceu que o crossover só envolveria oficialmente The Flash, Arrow e Legends of Tomorrow, embora o evento começasse no final de um episódio de Supergirl, com Barry Allen e Cisco Ramon chegando na Terra da Supergirl para recrutá-la. Andrew Kreisberg, produtor executivo de Arrow, The Flash e Supergirl, falou mais sobre por que o crossover não incluiu Supergirl, dizendo que "Medusa" também era o final da metade da temporada de Supergirl, e as outras três séries ainda tinham um episódio após o crossover: "Nós quisemos nos certificar de que "Medusa" explicasse o que estava acontecendo nos primeiros sete episódios da temporada de Supergirl e que não fosse apenas um laço na temporada." Andrew Kreisberg acrescentou que, logisticamente, teria sido muito difícil incorporar as quatro séries no crossover, também observando que conseguir o tempo de Melissa Benoist para filmar material para as outras três séries teve suas próprias complicações: "Espero que as pessoas não percebam isso, mas Kara não estava muito presente no episódio 7 de Supergirl... especificamente por termos que dispensar Melissa Benoist por cinco dias para que ela pudesse aparecer em todos os episódios do crossover."
Em setembro de 2016, foi anunciado que os vilões do crossover seriam os "Dominadores", inspirados na minissérie de história em quadrinhos "Invasion!", publicada em 1989 pela DC Comics. Os Dominadores foram escolhidos porque os escritores "coletivamente queriam que os super-heróis enfrentassem uma ameaça externa", significando "uma ameaça que vinha de fora das séries" em vez de extraterrestres. No mês seguinte, Marc Guggenheim, criador e produtor executivo de Arrow e Legends of Tomorrow, revelou que o título de cada episódio do crossover seria "Invasion!".
Em novembro de 2016, Andrew Kreisberg revelou que os Dominadores apareceriam em Supergirl "mais tarde nesta temporada", após o crossover. Marc Guggenheim também revelou que o script inicial para The Flash teria Lynda Carter aparecendo como vice-presidente e tornando-se a presidente oficial após a morte do presidente no episódio (Lynda Carter aparece como a presidente Olivia Marsdin em Supergirl). Porém, isso não ocorreu devido a uma nota do estúdio de que "era um pouco confuso demais. Você entra nas Terras paralelas de todos, só que ela não é presidente em nossa Terra, mas sim, a vice-presidente. No meio da viagem no tempo e dos alienígenas, isso seria apenas um grande problema de ficção científica." Sobre isto, Marc Guggenheim disse que "entendeu a nota do estúdio" e admitiu que "se até mesmo as pessoas no estúdio estavam confusas com o roteiro, provavelmente também não seria amigável para os fãs casuais".

### Roteiro
Os scripts de "Invasion!" foram escritos em meados de setembro de 2016, com Greg Berlanti criando a história para o evento, e Andrew Kreisberg ajudando a criar a história do episódio de The Flash. O teleplay de The Flash foi escrito pelos showrunners Aaron Helbing & Todd Helbing, com o teleplay de Arrow sendo escrito pelos showrunners Marc Guggenheim & Wendy Mericle, e o de Legends of Tomorrow sendo escrito pelos showrunners Phil Klemmer & Marc Guggenheim. Quando os Dominadores foram escolhidos como os vilões do crossover, os escritores foram capazes de justificar a necessidade de todos os heróis se unindo, já que Supergirl "sabe bastante sobre esses inimigos em particular, as Lendas podem ajudar a compreender melhor a última vez que os Dominadores visitaram a Terra graças as suas capacidades de viagem no tempo, e ambos os Times Flash e Arrow têm uma variedade diversificada de bons heróis que são capazes de entender e combater praticamente todas as ameaças imagináveis."
O episódio crossover de Arrow é também o episódio 100 da série. "Greg Berlanti surgiu com uma ideia que realmente nos permite ter e comer nosso bolo", disse Marc Guggenheim, em termos de respeitar Arrow como um todo ao incorporá-la no crossover, acrescentando: "É uma carta de amor para a série. Ela se baseia em todos os 99 episódios anteriores, basicamente. Todas as pessoas que poderíamos ter em um ponto de vista da programação está no episódio. Até mesmo as pessoas que não podíamos ter por causa de horários conflitantes estão representadas." No final do episódio de The Flash, Oliver, Thea, Sara, Diggle e Ray são abduzidos pelos Dominadores e mantidos em stasis, com suas mentes ocupadas com uma "alucinação compartilhada", o que permitiu aos escritores "revisitar momentos dos 99 episódios anteriores" nos flashes de memória que os personagens experienciam.

### Filmagens
As filmagens dos três episódios do crossover ocorreram entre 23 de setembro de 2016 e 12 de outubro de 2016. Os três episódios foram filmados simultaneamente, com alguns membros do elenco filmando cenas para várias séries em cada dia. As filmagens ocorreram no Boundary Bay Airport. O episódio de The Flash foi dirigido por Dermott Downs, James Bamford dirigiu o episódio de Arrow, e Gregory Smith dirigiu o episódio de Legends of Tomorrow.

### Efeitos especiais
Os efeitos especiais do crossover foram concluídos pelas empresas de efeitos visuais Encore Post e Zoic Studios. Os Dominadores foram criados usando "próteses de ponta e efeitos de computador... para conseguir uma adaptação de qualidade que seja fiel à interpretação dos personagens do desenhista Todd McFarlane." O design dos Dominadores originalmente icluíam as roupas verdes que usam nos quadrinhos. No entanto, como a decisão havia sido tomada para criar os personagens totalmente em CGI, "as roupas tiveram que ir embora, pois a presença delas tornava a tentativa de animá-los praticamente impossível".
O hangar do STAR Labs, onde os heróis inicialmente se encontram no crossover, foi feito para se parecer com o Hall da Justiça, da série animada Super Amigos. Marc Guggenheim disse: "Estávamos conversando sobre onde colocar o hangar – nós estávamos conversando que talvez pudesse ser um antigo armazém ou algo assim. Alguém disse algo que me fez pensar: 'Existe um edifício em Cincinnati que é a base para o Hall da Justiça em Super Amigos, tenho certeza de que há material de arquivo que poderíamos alterar.' Isso é o que acabamos fazendo... Agradeço a Encore Post, que fez o incrível trabalho de alterar o material de arquivo de todas as maneiras possíveis."
No final do episódio de Arrow, Colin Donnell e Colton Haynes aparecem como hologramas, retomando seus papéis como Tommy Merlyn e Roy Harper, respectivamente. Os dois apareceram como hologramas, opondo-se a aparências físicas, devido a outros compromissos, e foram incapazes de serem reapresentados para aparecerem no episódio. Marc Guggenheim afirmou que, como resultado, a Zoic Studios "teve que tirá-los dos antigos episódios, rotoscopiá-los, e, em seguida, colocá-los no episódio. Foi difícil, obviamente, porque eles tinham que trabalhar com imagens preexistentes. Sim, a Zoic Studios tinha muitos episódios para escolher, mas foi muito mais difícil do que dar som aos hologramas."

## Transmissão
Após começar na cena final do episódio "Medusa" de Supergirl, em 28 de novembro de 2016, a primeira parte do crossover é transmitida em The Flash, em 29 de novembro, continuando com a segunda parte em Arrow, em 30 de novembro, e concluindo com a terceira parte em Legends of Tomorrow, em 1 de dezembro, todas na The CW.

### Marketing
Apesar de "Invasion!" ocorrer apenas em três das quatro séries de super-herói da The CW, o evento, inicialmente divulgado como "Heroes v Aliens", ainda era chamado de "evento crossover de quatro noites" por começar no episódio de Supergirl. No Canadá, onde The Flash, Arrow e Legends of Tomorrow são transmitidas pela CTV Television Network, o crossover foi divulgado como um evento crossover de três noites chamado "Heroes United". Além disso, um vídeo do governo dos Estados Unidos foi lançado, se passando há aproximadamente 70 anos no passado, detalhando a primeira tentativa dos Dominadores de conquistar a Terra. Um trailer completo do crossover foi lançado em 23 de novembro de 2016.

## Recepção

### Recepção da crítica
Falando do crossover como um todo, Oliver Sava, do jornal The A.V. Club disse que os episódios fizeram "o trabalho admirável que avança a narrativa abrangente ao manter a perspectiva distinta de cada série", também sendo "muito divertidos, e expandiram significativamente o espaço do Universo Arrow, trazendo um inimigo extraterrestre... Existe um universo inteiro para explorar, e este crossover abriu a porta para que as séries da DC Comics na The CW se tornem cósmicas no futuro." Ed Gross, da revista Empire, declarou: "Invasion!" é a mistura proverbial. Como um crossover, faz um trabalho extremamente eficaz em trazer os personagens de quatro séries diferentes em conjunto, a relação entre eles foi natural e muitas vezes genuinamente engraçada... O verdadeiro problema com "Invasion!", é que o crossover tinha a intenção de ser, e foi promovido como, uma aventura maciça. Mas, na realidade, toda a história dos Dominadores foi bastante decepcionante. Parte disso é criativo — teria sido melhor ter uma compreensão mais completa de quem esses seres realmente são e como eles são capazes de conhecer os efeitos a longo prazo do Ponto de Ignição, além da resolução ser terrível... e precisar do escopo resolutivo que era esperado." Apesar de algumas das críticas, Ed Gross deu ao crossover uma avaliação de 4 estrelas de 5.

#### The Flash
Jesse Schedeen, do portal de entretenimento IGN, deu ao episódio de The Flash uma avaliação de 8,4 de 10. Ela disse: "Como esperado, houve uma tonelada de apelo ao ver tantos heróis juntando forças na pequena tela. Mas sem um inimigo bem definido para unificar esses heróis, muitas vezes o drama dos personagens relacionado ao Ponto de Ignição foi o que impulsionou este primeiro ato." Jesse ainda acrescentou: "Todos tiveram seu momento de brilhar, ainda mais personagens menores, como Felicity e Thea. Mas se havia uma subtrama que parecia desnecessária e fora de lugar, era a de Wally," chamando de "forçada". Jesse também apreciou o foco no Ponto de Ignição, chamando de "uma das maiores falhas da 3ª temporada até agora" em The Flash, e esperava que mais da história dos Dominadores nos quadrinhos fosse mostrada nos outros dois episódios do crossover. Scott Von Doviak, do The A.V. Club, concedeu ao episódio um "B+", dizendo: "Mesmo com os padrões habituais de um crossover de super-herói da The CW, "Invasion!" é um começo absurdamente sobrecarregado para um crossover de três noites. O episódio não apenas junta os elencos de quatro séries diferentes, com todos os relacionamentos emaranhados que isso implica, ele também continua avançando os arcos da história desta temporada de The Flash e encontra uma maneira de tecer esses conflitos em curso na história multi-série de uma invasão alienígena." No entanto, Scott Von Doviak questionou alguns dos acontecimentos dos episódios, tais como Barry sabendo das aventuras das Lendas e não se preocupando com identidades secretas, e também sentiu que os telespectadores "que não necessariamente assistem as outras três séries estão em desvantagem".
Carla Day, escrevendo para o site Collider.com, deu ao episódio de The Flash 5 estrelas de 5, chamando o episódio de "brilhante", e dizendo: "Com tantos personagens em cena, teria sido fácil para a série ficar sobrecarregada por todos eles e perder o visual e o tom original de The Flash, mas os escritores efetivamente incorporaram os personagens das outras séries no episódio, mantendo o comportamento alegre e divertido da série... o padrão foi altamente definido para os episódios "Invasion!" de Arrow e Legends of Tomorrow. A queixa de Carla Day foi o fato de que as motivações dos Dominadores não eram muito claras. O Chanceler Agard, da revista Entertainment Weekly, concedeu ao episódio de The Flash um "A-", constatando que "baseado no episódio de The Flash, sozinho, o crossover deste ano está parecendo ser o melhor até agora. Os primeiros crossovers eram dois episódios relativamente autônomos, e o do ano passado estava sobrecarregado por configurar Legends of Tomorrow. Esta é realmente a primeira vez que Greg Berlanti e companhia puderam contar uma história coesa, e parece que estar dando certo... Dito isto, o episódio se arrasta um pouco sempre que é focado demais no drama contínuo do Time Flash... [e] meus maiores problemas foram com a trama de Wally. No entanto, eu entendo que o episódio foi confuso para os telespectadores que apenas assistem The Flash, mas o episódio faz um bom trabalho em satisfazer ambos os tipos de fãs. Felizmente, as tramas sem sentido não arrastaram demais o episódio: para cada cena que deixou a desejar, havia um lado engraçado para iluminar o humor."

#### Arrow
Jesse Schedeen concedeu ao episódio de Arrow uma avaliação de 8,7 de 10, afirmando: "Este episódio de Arrow funcionou muito melhor como uma celebração do 100º episódio do que como ato médio do crossover "Invasion!". A subtrama Cisco/Time Arrow fez pouco para avançar a narrativa mais ainda. Por outro lado, a premissa de prisão em um sonho serviu como uma maneira emocionalmente rica e repleta de ação para comemorar os primeiros 100 episódios da série. Mas com apenas um episódio restante para começar o crossover, o ritmo realmente precisa acelerar se os fãs quiserem ter o super-herói épico que eles merecem." Alasdair Wilkins, do The A.V. Club deu a Arrow um "A", dizendo: "Invasion!" poderia ter sido uma confusão ímpia, equilibrando as necessidades de um crossover de três partes com a celebração específica do marco de 100 episódios de Arrow. Mas a decisão de se concentrar no passado da série e trazer de volta velhos personagens, como Moira, Exterminador, Robert e Moira—Moira vale a pena ser citada duas vezes—acaba dando a série uma maneira de desenvolver o poder e a ameaça dos Dominadores sem este crossover ser apenas três episódios de heróis e alienígenas se socando. O episódio de Arrow, mais uma vez, prova que a série não precisa ser sombria ou sufocada pelo pequeno conflito interpessoal para contar histórias eficazes." Alasdair Wilkins concluiu: "Se é assim que Arrow marca 100 episódios, então que venham mais 100. Se este não é o melhor episódio da história de Arrow, está muito perto."
Kayid Burt, da Collider.com, disse que o episódio de Arrow "conseguiu acertos nostálgicos suficientes para fazê-lo dar certo, ao mesmo tempo em que nos entregava um final emocionante (extremamente louco) para nos lançar para a parte final do crossover de super-heróis... Embora o truque de alucinação compartilhada tenha necessitado de consequência narrativa a longo prazo para parecer um 'Olha, é o episódio 100!', ele funciona por causa do desempenho de todos os atores (incluindo muitos retornando) e o sentimento de que esta série realmente inspirou muitas pessoas." Por outro lado, Kayid Burt "ficou um pouco triste com o fato de que Arrow não teve a oportunidade de ter um episódio 100 fora das já consideráveis demandas do evento crossover, que por vezes estavam em desacordo com o que este episódio estava tentando fazer... O episódio estava tentando ir longe demais, e foi. Portanto, com um pouco de confusão. Mas é difícil não agradar um horário da televisão que está seriamente tentando agradar seus fãs de tantas maneiras diferentes." Kayid Burt deu ao episódio de Arrow 3 estrelas de 5. Sara Netzley, da Entertainment Weekly, elogiou o episódio, atribuindo-lhe um "A", dizendo  que "Há muito da ação de Arrow aqui, e não menos que a ação de The Flash/Supergirl. No entanto, tudo funcionou muito bem. Temos times o suficiente para tornar o episódio um deleite para os telespectadores do universo de Greg Berlanti, enquanto ainda encaminha a trama da invasão — e honra os personagens, enredos e temas que fizeram de Arrow uma série tão satisfatória ao longo das últimas quatro temporadas e meia. É uma avaliação exagerada, mas o episódio se submeteu muito bem."

#### Legends of Tomorrow
Dando ao episódio uma avaliação de 8,8 de 10, Jesse Schedeen declarou: "O crossover "Invasion!" terminou com uma grande nota. Este episódio foi o que mais prometeu aos super-heróis unir forças para combater invasores alienígenas. E mesmo se houvesse alguns pontos de frustração (principalmente envolvendo a falta da Supergirl no início), ele fez a maior parte da premissa e entregou uma despertante batalha final." Jesse também gostou do fato de que, no final, a revelação do motivo da volta dos Dominadores lhes deu "motivações claras e [eles] já não pareciam uma ameaça alienígena genérica completamente anônima", e que o enredo de Cisco criando um dispositivo para Supergirl que permite viajar entre universos "abriu o caminho para crossovers mais frequentes entre Supergirl e o resto do Universo Arrow." Oliver Sava deu ao episódio de Legends of Tomorrow um "A-", afirmando que "enquanto o final do crossover em Legends of Tomorrow não embala o soco emocional do episódio de Arrow, é uma ótima conclusão que tem os heróis salvando o dia e aprendendo mais sobre si mesmos ao mesmo tempo." Quanto à batalha final, Oliver Sava chamou-a de "anticlimática" e acrescentou: "Eu teria gostado de ver o uso mais criativo de todos os diferentes poderes neste grupo trabalhando juntos, e a luta seria mais satisfatória se houvesse um forte sentimento de colaboração entre os combatentes humanos/meta-humanos."
Shirley Li, da Entertainment Weekly, concedeu ao episódio um "B+" dizendo: "Julgando este episódio por conta própria, eu diria que não parecia um episódio de Legends of Tomorrow, apesar de todas as piadas de Mick e da viagem no tempo. Embora Martin Stein tenha tido um arco emocional, o resto da história emocional pertencia a Barry e ao tediosamente irritado Cisco, tornando isso quase um segundo episódio de The Flash... No entanto, grande parte desse episódio funcionou como um final de uma hora. Todas os personagens tiveram a chance de brilhar, e embora o motivo dos Dominadores tenha sido um pouco confuso, a invasão gerou uma divertida relação entre os times — e não é o ponto de um crossover em primeiro lugar? Isso pode não conduzir os telespectadores que não assistem Legends of Tomorrow a assistirem, mas o episódio entregou muitas coisas para os fãs do Universo Arrow." Shirley Li também disse que algumas das maiores "restrições orçamentárias eram notáveis", como o fato de Thea não aparecer no episódio, e Oliver "chicotear" Kara para que ela não esteja no confronto com "Óculos".